# Llista d'asteroides/183301-183400
| Nom      | Designació provisional | Data de descobriment   | Lloc de descobriment | Descobridor/s  |
| -------- | ---------------------- | ---------------------- | -------------------- | -------------- |
| 183301 - | 2002 UN20              | 28 d'octubre de 2002   | Haleakala            | NEAT           |
| 183302 - | 2002 UB26              | 30 d'octubre de 2002   | Palomar              | NEAT           |
| 183303 - | 2002 UU33              | 31 d'octubre de 2002   | Palomar              | NEAT           |
| 183304 - | 2002 UZ37              | 31 d'octubre de 2002   | Palomar              | NEAT           |
| 183305 - | 2002 UR41              | 31 d'octubre de 2002   | Palomar              | NEAT           |
| 183306 - | 2002 UM48              | 31 d'octubre de 2002   | Socorro              | LINEAR         |
| 183307 - | 2002 UZ55              | 29 d'octubre de 2002   | Apache Point         | SDSS           |
| 183308 - | 2002 UR72              | 25 d'octubre de 2002   | Palomar              | NEAT           |
| 183309 - | 2002 VQ                | 2 de novembre de 2002  | Wrightwood           | J. W. Young    |
| 183310 - | 2002 VK6               | 5 de novembre de 2002  | La Palma             | La Palma       |
| 183311 - | 2002 VV9               | 1 de novembre de 2002  | Palomar              | NEAT           |
| 183312 - | 2002 VD10              | 1 de novembre de 2002  | Palomar              | NEAT           |
| 183313 - | 2002 VH14              | 5 de novembre de 2002  | Anderson Mesa        | LONEOS         |
| 183314 - | 2002 VJ18              | 2 de novembre de 2002  | Haleakala            | NEAT           |
| 183315 - | 2002 VS21              | 5 de novembre de 2002  | Socorro              | LINEAR         |
| 183316 - | 2002 VP27              | 5 de novembre de 2002  | Anderson Mesa        | LONEOS         |
| 183317 - | 2002 VY27              | 5 de novembre de 2002  | Anderson Mesa        | LONEOS         |
| 183318 - | 2002 VH34              | 5 de novembre de 2002  | Socorro              | LINEAR         |
| 183319 - | 2002 VT41              | 5 de novembre de 2002  | Palomar              | NEAT           |
| 183320 - | 2002 VE42              | 5 de novembre de 2002  | Palomar              | NEAT           |
| 183321 - | 2002 VE44              | 4 de novembre de 2002  | Haleakala            | NEAT           |
| 183322 - | 2002 VO49              | 5 de novembre de 2002  | Anderson Mesa        | LONEOS         |
| 183323 - | 2002 VV50              | 6 de novembre de 2002  | Anderson Mesa        | LONEOS         |
| 183324 - | 2002 VK51              | 6 de novembre de 2002  | Anderson Mesa        | LONEOS         |
| 183325 - | 2002 VQ51              | 6 de novembre de 2002  | Anderson Mesa        | LONEOS         |
| 183326 - | 2002 VK52              | 6 de novembre de 2002  | Anderson Mesa        | LONEOS         |
| 183327 - | 2002 VP52              | 6 de novembre de 2002  | Anderson Mesa        | LONEOS         |
| 183328 - | 2002 VY55              | 6 de novembre de 2002  | Socorro              | LINEAR         |
| 183329 - | 2002 VA56              | 6 de novembre de 2002  | Anderson Mesa        | LONEOS         |
| 183330 - | 2002 VC67              | 6 de novembre de 2002  | Haleakala            | NEAT           |
| 183331 - | 2002 VF67              | 6 de novembre de 2002  | Haleakala            | NEAT           |
| 183332 - | 2002 VR72              | 7 de novembre de 2002  | Socorro              | LINEAR         |
| 183333 - | 2002 VB77              | 7 de novembre de 2002  | Socorro              | LINEAR         |
| 183334 - | 2002 VR77              | 7 de novembre de 2002  | Socorro              | LINEAR         |
| 183335 - | 2002 VQ80              | 7 de novembre de 2002  | Socorro              | LINEAR         |
| 183336 - | 2002 VQ81              | 7 de novembre de 2002  | Socorro              | LINEAR         |
| 183337 - | 2002 VX82              | 7 de novembre de 2002  | Socorro              | LINEAR         |
| 183338 - | 2002 VM83              | 7 de novembre de 2002  | Socorro              | LINEAR         |
| 183339 - | 2002 VV86              | 8 de novembre de 2002  | Socorro              | LINEAR         |
| 183340 - | 2002 VC87              | 8 de novembre de 2002  | Socorro              | LINEAR         |
| 183341 - | 2002 VQ89              | 11 de novembre de 2002 | Palomar              | NEAT           |
| 183342 - | 2002 VF90              | 11 de novembre de 2002 | Socorro              | LINEAR         |
| 183343 - | 2002 VN92              | 11 de novembre de 2002 | Socorro              | LINEAR         |
| 183344 - | 2002 VE93              | 11 de novembre de 2002 | Socorro              | LINEAR         |
| 183345 - | 2002 VB100             | 10 de novembre de 2002 | Socorro              | LINEAR         |
| 183346 - | 2002 VH104             | 12 de novembre de 2002 | Socorro              | LINEAR         |
| 183347 - | 2002 VJ108             | 12 de novembre de 2002 | Socorro              | LINEAR         |
| 183348 - | 2002 VE109             | 12 de novembre de 2002 | Socorro              | LINEAR         |
| 183349 - | 2002 VZ109             | 12 de novembre de 2002 | Socorro              | LINEAR         |
| 183350 - | 2002 VC110             | 12 de novembre de 2002 | Palomar              | NEAT           |
| 183351 - | 2002 VP111             | 13 de novembre de 2002 | Palomar              | NEAT           |
| 183352 - | 2002 VG114             | 13 de novembre de 2002 | Palomar              | NEAT           |
| 183353 - | 2002 VQ119             | 12 de novembre de 2002 | Socorro              | LINEAR         |
| 183354 - | 2002 VW119             | 12 de novembre de 2002 | Socorro              | LINEAR         |
| 183355 - | 2002 VS122             | 13 de novembre de 2002 | Palomar              | NEAT           |
| 183356 - | 2002 VH124             | 6 de novembre de 2002  | Kingsnake            | J. V. McClusky |
| 183357 - | 2002 VT129             | 9 de novembre de 2002  | Kitt Peak            | M. W. Buie     |
| 183358 - | 2002 VM131             | 13 de novembre de 2002 | Palomar              | S. F. Hönig    |
| 183359 - | 2002 VS134             | 6 de novembre de 2002  | Socorro              | LINEAR         |
| 183360 - | 2002 VN140             | 13 de novembre de 2002 | Palomar              | NEAT           |
| 183361 - | 2002 VO141             | 6 de novembre de 2002  | Palomar              | NEAT           |
| 183362 - | 2002 WB13              | 28 de novembre de 2002 | Anderson Mesa        | LONEOS         |
| 183363 - | 2002 WC13              | 28 de novembre de 2002 | Anderson Mesa        | LONEOS         |
| 183364 - | 2002 WT16              | 28 de novembre de 2002 | Haleakala            | NEAT           |
| 183365 - | 2002 WK20              | 24 de novembre de 2002 | Palomar              | S. F. Hönig    |
| 183366 - | 2002 WU22              | 24 de novembre de 2002 | Palomar              | NEAT           |
| 183367 - | 2002 XJ                | 1 de desembre de 2002  | Socorro              | LINEAR         |
| 183368 - | 2002 XD7               | 2 de desembre de 2002  | Socorro              | LINEAR         |
| 183369 - | 2002 XZ15              | 3 de desembre de 2002  | Palomar              | NEAT           |
| 183370 - | 2002 XE17              | 3 de desembre de 2002  | Palomar              | NEAT           |
| 183371 - | 2002 XP20              | 2 de desembre de 2002  | Socorro              | LINEAR         |
| 183372 - | 2002 XZ21              | 2 de desembre de 2002  | Socorro              | LINEAR         |
| 183373 - | 2002 XO22              | 3 de desembre de 2002  | Palomar              | NEAT           |
| 183374 - | 2002 XC25              | 5 de desembre de 2002  | Socorro              | LINEAR         |
| 183375 - | 2002 XT29              | 5 de desembre de 2002  | Palomar              | NEAT           |
| 183376 - | 2002 XM30              | 6 de desembre de 2002  | Socorro              | LINEAR         |
| 183377 - | 2002 XM31              | 6 de desembre de 2002  | Socorro              | LINEAR         |
| 183378 - | 2002 XG37              | 7 de desembre de 2002  | Socorro              | LINEAR         |
| 183379 - | 2002 XL44              | 7 de desembre de 2002  | Emerald Lane         | L. Ball        |
| 183380 - | 2002 XP48              | 10 de desembre de 2002 | Socorro              | LINEAR         |
| 183381 - | 2002 XC49              | 10 de desembre de 2002 | Socorro              | LINEAR         |
| 183382 - | 2002 XJ51              | 10 de desembre de 2002 | Socorro              | LINEAR         |
| 183383 - | 2002 XM54              | 10 de desembre de 2002 | Palomar              | NEAT           |
| 183384 - | 2002 XD55              | 10 de desembre de 2002 | Palomar              | NEAT           |
| 183385 - | 2002 XN58              | 11 de desembre de 2002 | Socorro              | LINEAR         |
| 183386 - | 2002 XR59              | 10 de desembre de 2002 | Socorro              | LINEAR         |
| 183387 - | 2002 XE60              | 10 de desembre de 2002 | Socorro              | LINEAR         |
| 183388 - | 2002 XL60              | 10 de desembre de 2002 | Socorro              | LINEAR         |
| 183389 - | 2002 XD63              | 11 de desembre de 2002 | Socorro              | LINEAR         |
| 183390 - | 2002 XX66              | 10 de desembre de 2002 | Socorro              | LINEAR         |
| 183391 - | 2002 XG72              | 11 de desembre de 2002 | Socorro              | LINEAR         |
| 183392 - | 2002 XU72              | 11 de desembre de 2002 | Socorro              | LINEAR         |
| 183393 - | 2002 XJ73              | 11 de desembre de 2002 | Socorro              | LINEAR         |
| 183394 - | 2002 XH75              | 11 de desembre de 2002 | Socorro              | LINEAR         |
| 183395 - | 2002 XT76              | 11 de desembre de 2002 | Socorro              | LINEAR         |
| 183396 - | 2002 XZ76              | 11 de desembre de 2002 | Socorro              | LINEAR         |
| 183397 - | 2002 XT80              | 11 de desembre de 2002 | Socorro              | LINEAR         |
| 183398 - | 2002 XS91              | 4 de desembre de 2002  | Kitt Peak            | M. W. Buie     |
| 183399 - | 2002 XQ93              | 6 de desembre de 2002  | Kitt Peak            | M. W. Buie     |
| 183400 - | 2002 XJ101             | 5 de desembre de 2002  | Socorro              | LINEAR         |